# Carl Philipp Schilling
Carl Philipp Schilling (* 1855 in Uelversheim; † 1924 in Freiburg im Breisgau) war ein deutscher Kirchenmaler des Historismus.
Schilling stattete Ende des 19. und Anfang des 20. Jahrhunderts zahlreiche Kirchen vor allem im südwestdeutschen Raum mit Wandgemälden aus. Bei der Restaurierung und Ergänzung vorhandener Bemalungen arbeitete er auch mit Bildhauern wie Joseph Dettlinger zusammen. Seit 1888 lebte und arbeitete er in Freiburg. Mit seinem Neffen, dem Maler Franz Schilling (1879–1964), arbeitete er gemeinsam an verschiedenen Projekten.
Carl Philipp Schilling war unter anderem tätig in
- 1880/82 St. Georg, Insel Reichenau, Ergänzung und Übermalung der mittelalterlichen Wandmalerei
- 1889 St. Peter und Paul, Lahr, Chor (verloren)
- 1892 St. Michael, Tunsel
- 1903/06 Gebäude des Erzbischöflichen Ordinariats Freiburg, Freiburg im Breisgau
- 1910–17 St. Stephan, Konstanz
- 1911 St. Hippolyt, Saint-Hippolyte, Elsass
- St. Marien (ehem. Klosterkirche), Gengenbach
- St. Luzia, Niederhergheim, Elsass
- Wallfahrtskapelle Maria Hilf, Oderen, Elsass
- Münster St. Jakobus, Titisee-Neustadt[2]